# Cybalomiinae
Die Cybalomiinae sind eine kleine Unterfamilie der Familie Crambidae in der Überfamilie der Zünslerfalter (Pyraloidea).

## Merkmale
Die Cybalomiinae sind durch die Reduktion verschiedener Merkmale im männlichen Genitalapparat und der Tympanalorgane der Weibchen charakterisiert. Saugrüssel und Maxillarpalpus sind gut entwickelt, das Jordansche Organ fehlt. Auf den Vorderflügeln befindet sich zwischen den Flügeladern R3+4 und R5 eine Fovea (eine konvexe Oberfläche, die als Schall-Resonator fungiert). Die Ader M1 auf den Hinterflügeln entspringt am vorderen Teil der Diskoidalzelle und ist nicht mit der Ader Rs verbunden. Die Ader CuA spaltet sich nicht auf. Das Praecinctorium besteht aus einem einfachen Lappen und hat eine schräg abgerundete Spitze. Der Gnathos hat kurze seitliche Arme, die an der Verbindung von Uncus und Tegumen einlenken. Der distale Teil des Gnathos ist dreiecksförmig bis spatelförmig, stark sklerotisiert, gleich lang wie der Uncus und liegt parallel zu diesem. Das Tegumen ist wie bei den Crambinae hoch und eng bogenförmig.

## Verbreitung und Lebensweise
Die Vertreter der Unterfamilie sind in den heißen und trockenen Regionen Südeuropas, Afrikas, Asiens, Australiens, im Westen Nordamerikas, in Zentral- und Südamerika und der Antillen verbreitet. Bisher ist wenig über die frühen Stadien dieser Arten bekannt. Die oligophagen Larven der meisten Arten leben an Kreuzblütengewächsen (Cruciferae) und Kaperngewächsen (Capparidaceae).

## Systematik
Kristensen 1998 gibt die Zahl der Arten mit 55 an, Solis 2009 mit 122. Für die Unterfamilie scheint erheblicher Revisionsbedarf zu bestehen. So wurden 2009 alle Arten der westlichen Hemisphäre anderen Unterfamilien zugeordnet. Nach Fauna Europaea 2011 werden in Europa 12 Arten in 5 Gattungen zur Unterfamilie Cybalomiinae gezählt:
- Gattung Cybalomia Lederer, 1863
  - Cybalomia lutosalis (Mann, 1862)
  - Cybalomia pentadalis (Lederer, 1855)

- Gattung Hyperlais Marion, 1959
  - Hyperlais argillacealis (Zeller, 1847)
  - Hyperlais cruzae (Agenjo, 1953)
  - Hyperlais dulcinalis (Treitschke, 1835)
  - Hyperlais glyceralis (Staudinger, 1859)
  - Hyperlais nemausalis (Duponchel, 1834)
  - Hyperlais rivasalis (Vazquez, 1905)
  - Hyperlais siccalis Guenée, 1854

- Gattung Krombia Chretien, 1911
  - Krombia venturalis Luquet & Minet, 1982

- Gattung Thyridiphora Warren, 1888
  - Thyridiphora furia (Swinhoe, 1884)

- Gattung Trichophysetis Meyrick, 1884
  - Trichophysetis whitei Rebel, 1906